# Jacob van Coimbra
Jacob van Coimbra (17 september 1433 — Florence 27 augustus 1459), ook bekend als Jacob van Portugal, was een Portugese infante uit het huis Aviz en een bisschop en kardinaal van de Katholieke Kerk.
Jacob was de derde zoon van infante Peter, hertog van Coimbra, en Isabella van Urgell en Aragón, gravin van Urgell. Op veertienjarige leeftijd nam hij deel aan de Slag bij Alfarrobeira (1449), waar het leger van zijn vader verslagen werd door het Portugese koninklijke leger. Na de veldslag werd Jacob gevangengenomen, maar hij ontsnapte en zocht samen met zijn broer Johan en zijn zus Beatrix zijn toevlucht in Bourgondië. Daar stonden zij onder de bescherming van zijn tante Isabella, de echtgenote van hertog Filips de Goede.
Jacob van Coimbra studeerde in Vlaanderen en werd op 23 maart 1453 aangesteld als bisschop van Atrecht. Op aanraden van zijn tante reisde hij naar Rome, waar paus Nicolaas V, die gehoord had van het ongeluk dat hem en zijn familie getroffen had na Alfarrobeira, besloot de jonge Jacob aan te stellen als nieuwe aartsbisschop van Lissabon. Die positie was immers vrijgekomen na de dood van Luís Coutinho. Aangezien hij te jong was om tot aartsbisschop gewijd te worden, benoemde de paus Jacob op 30 april 1453 tot apostolisch administrator van het aartsbisdom. Wegens de politieke situatie in Portugal kon Jacob niet terugkeren naar Lissabon om zijn ambt in bezit te nemen, dus bleef hij in Italië en bestuurde zijn aartsbisdom op afstand, via vicaris-generaal Luís Anes.
Na het overlijden van Nicolaas V in het begin van 1455 verhief paus Calixtus III Jacob tot de rang van kardinaal-diaken van de Kerk (hoewel hij niet de vereiste 30 jaar oud was voor het ambt). Hij kreeg de titeldiakonie Santa Maria in Portico Octaviae toegewezen, al gauw vervangen door Sant'Eustachio. Calixtus III maakte Jacob ook bisschop van Paphos, op Cyprus, waar zijn broer Johan getrouwd was met prinses Charlotte van Cyprus. Nadat ook Calixtus III gestorven was, nam Jacob van Coimbra deel aan het conclaaf dat Pius II verkoos tot nieuwe paus.
Tijdens een reis van Rome naar Mantua werd Jacob ziek. Hij stierf kort voor zijn zesentwintigjarige verjaardag. Hij werd begraven in de basiliek van San Miniato al Monte te Florence, de enige tombe in die kerk. Een aantal van de beste kunstenaars uit de Florentijnse renaissance kregen de opdracht de kapel van de Cardinale del Portogallo in de San Miniato te ontwerpen en te versieren.
In zijn monografie O Mistério dos Painéis (1957-1967) beweerde de Portugese kunsthistoricus António Bélard da Fonseca dat Jacob van Coimbra, en niet de heilige Vincentius, afgebeeld is als de centrale figuur op het befaamde veelluik van Nuno Gonçalves.
- Gemeinsame Normdatei: 137305540
- International Standard Name Identifier: 0000 0000 6122 6696
- Library of Congress Control Number: n85202819
- Virtual International Authority File: 11288503
- WorldCat: E39PBJvcYv6KJKmCx3hY6F69Xd